# Llengües de Guinea Equatorial

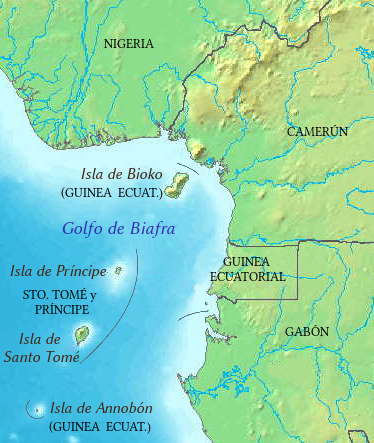

Aquest és un article sobre les llengües de Guinea Equatorial. Les llengües oficials són en primer lloc el castellà, en segon el francès i en tercer, recentment incorporat, el portuguès. Guinea Equatorial és el primer país independent on el castellà i el francès són idiomes oficials alhora. La mateixa relació es dona entre el castellà i el portuguès, i també entre el francès i el portuguès.
L'actual Constitució de 1991 (reformada el 16 de febrer de 2012) en el seu articulat estableix:
| «                                       | Article 4: Les llengües oficials de la República de Guinea Equatorial són l'Espanyol, el Francès i les que la Llei determini. Es reconeixen les llengües autòctones com a integrants de la cultura nacional. | » |
| — Llei Fonamental de Guinea Equatorial. | |   |

Entre els idiomes autòctons, es parlen el fang, el bubi, i altres llengües bantus.

## Llengües d'origen europeu

### Castellà
El castellà és l'idioma del sistema educatiu, a causa de la qual cosa la majoria de la població (prop del 88%) pot parlar-lo, però només entorn d'un 10-15% de la població té un nivell alt de competència en la llengua. La gran majoria dels equatoguineans parla castellà com a primera o segona llengua, especialment els qui habiten a la capital, Malabo o prop d'allí.
El castellà va ser idioma oficial des de 1844 als anys 1970. Durant un breu període en els anys 1970, el castellà va ser declarat llengua «importada» i es va prohibir el seu ús, tampoc va existir a Guinea Equatorial cap Acadèmia de la Llengua Espanyola com a la resta dels països que tenen el castellà com a llengua oficial. A partir del 3 d'agost de 1979 es va tornar a declarar llengua oficial. Avui dia el govern de Guinea Equatorial ha creat una Acadèmia Equatoguineana de la Llengua Espanyola a l'octubre de 2013; l'establiment d'un programa que reforci la difusió del castellà en els mitjans de comunicació social i el reforçament dels cursos de castellà per a estrangers ja establerts per la Universitat Nacional de Guinea Equatorial.

### Francès
Des de 1998, el francès també és llengua oficial de la Guinea Equatorial, en integrar-se en la Comunitat Econòmica i Monetària d'Àfrica Central per la circulació monetària (Franc CFA). El francès es va adoptar com a llengua oficial, encara que en la pràctica el seu ús és molt minoritari i es va adoptar per poder pertànyer a la Comunitat d'estats francòfons, amb els beneficis d'obertures de mercat que això significa.

### Portuguès
El portuguès es va oficialitzar el 18 de juliol de 2007 com a tercer idioma en la Guinea Equatorial, amb la finalitat de ser membre de ple dret de la CPLP (Comunitat de Països de Llengua Portuguesa). El país desitjava a més el suport dels vuit països membre (Angola, Brasil, Cap Verd, Guinea Bissau, Moçambic, Portugal, Sao Tomé i Príncipe i Timor-Leste) per difondre l'ensenyament del portuguès al país, per a una formació professional dels seus estudiants i que aquests poguessin ser millor considerats pels països de la comunitat lusòfona. Tanmateix, el 20 de juliol de 2012, la CPLP va rebutjar de nou la sol·licitud de Guinea Equatorial per ser considerada membre de ple dret.
El crioll annobonès, desenvolupat autòctonament a Annobón té també una base lèxica portuguesa.

## Llengües autòctones
Es reconeixen les llengües aborígens com a integrants de la cultura nacional (Llei constitucional Nº 1/1998 del 21 de gener): fang parlat també en zones de Camerun, Gabon i República Democràtica del Congo; bubi, a l'illa de Bioko; balengue a la Regió Continental; ibo i anglès crioll (pichi, pichinglis < Pidgin English) també a Bioko, i el bisio-bujeba. La llengua benga-ndowé (també anomenada kombe o ngumbi) pertany al grup dels ndowé situats a la zona costanera de la part continental del país, i està relacionada amb el bubi. El pichinglis no té reconeixement oficial i no existeixen estadístiques fiables però probablement té més parlants que les llengües autòctones excepte potser el fang.

### Fang
La llengua fang és la principal llengua del territori continental de Guinea Equatorial, té més d'un milió de parlants dels quals gairebé 300 mil són equatoguineans. És una llengua bantu de l'àrea geogràfica A (en la classificació de Guthrie).

### Llengües bubi-benga
El bubi és la principal llengua de l'illa de Bioko, cap a 1995 el nombre de parlants s'estimava en 40.000. És una llengua bantu de l'àrea geogràfica A (en la classificació de Guthrie).
El benga es parla en el litoral sud del riu Muni entre els ndowé per unes 3 mil persones i es considera clarament emparentat amb el bubi. També el batanga parlat al nord del benga per unes 9 mil persones a Guinea Equatorial (a Gabon hi hauria altres 6 mil parlants). Es parla en part sud de la regió litoral de Mbini. Es considera relacionat amb el benga. El yassa (també anomenat yasa o lyassa) es considera també una llengua bubi-benga parlada per unes 900 persones (2000).

### Seki
El seki (també anomenat beseki o seke) és parlat per unes 11 mil persones (2001). En el nord al costat de la frontera amb Camérun (existeix un altre grup de parlants de seki a Gabon). És una llengua bantú de l'àrea geogràfica B (en la classificació de Guthrie).

### Kwasio-Bujeba
El kwassio, bissio o bujeba és parlat per 8.500 persones en 1982. Es parla a la regió litoral de Riu Muni encara que no en la línia de costa que és ocupada pels "playeros" o ndowé. És una llengua bantu de l'àrea geogràfica A (en la classificació de Guthrie).

### Balengue
El balengue, molengue o lengue, és una llengua parlada en el sud de Guinea Equatorial per unes mil persones en 2002. És una llengua bantu de l'àrea geogràfica B (en la classificació de Guthrie), encara que altres autors consideren que és una llengua bantu nord-occidental pendent de classificar correctament.

## Pidgins i criolls
Els pidgins i criolls són llengües desenvolupades autóctonamente però l'origen de les quals i desenvolupament es deu al contacte amb els colonitzadors europeus. Al territori de Guinea Equatorial existeixen dos d'aquestes llengües:
- L'annobonès parlat a l'illa d'Annobón
- El pidgin english d'Àfrica occidental parlat especialment a les regions frontereres amb Camerun.

### Pichinglis
El pichinglis o pichi deriva de la llengua criolla krio, que va arribar per primera vegada a l'illa de Bioko portat pels pobladors africans que venien de Freetown, Sierra Leone, en 1827. El pichi és el segon idioma més parlat al país, només per darrere del fang i seguit de prop pel bubi. És usada principalment pels fernandinos, grup ètnic establert a Bioko.